# Madaripur
Mādārīpur är en ort i Bangladesh.   Den ligger i provinsen Dhaka, i den centrala delen av landet, 60 km söder om huvudstaden Dhaka. Mādārīpur ligger 10 meter över havet och antalet invånare är 84 789.
Terrängen runt Mādārīpur är mycket platt. Runt Mādārīpur är det mycket tätbefolkat, med 1 221 invånare per kvadratkilometer.. Mādārīpur är det största samhället i trakten.
Trakten runt Mādārīpur består till största delen av jordbruksmark.